# Adrian Peterson
Pour les articles homonymes, voir Peterson.
Ne doit pas être confondu avec Adrian Peterson (football américain, 1979).
(en) Statistiques sur pro-football-reference
Adrian Lewis Peterson, né le 21 mars 1985 à Palestine (Texas), surnommé A.P. ou Purple Jesus, est un joueur américain de football américain actuellement agent libre. Il évolue au poste de running back dans la National Football League (NFL).
Il est souvent considéré comme l'un des meilleurs running backs de l'histoire, à l'instar de légendes passées telles qu'Eric Dickerson, O. J. Simpson, Bo Jackson et Jim Brown. Il détient ainsi un grand nombre de records à son poste, comme celui du plus grand nombre de yards gagnés en un seul match (296), et a reçu de nombreuses distinctions au cours de sa carrière : meilleur débutant offensif de la saison 2007, MVP et meilleur joueur offensif de la saison 2012, sélectionné quatre fois dans l'équipe All-Pro et sept  fois pour le Pro Bowl. Il est également le septième joueur à réaliser une saison avec plus de 2 000 yards gagnés à la course. Il termine la saison 2012 à 8 yards du record du plus grand nombre de yards gagnés en une saison (2 097 yards contre 2 105 pour Dickerson).
Il a également été un grand joueur universitaire en jouant entre 2004 et 2006 pour les Sooners de l'université de l'Oklahoma, il a notamment battu le record de la NCAA du plus grand nombre de yards gagnés à la course lors de sa première année avec 1 925 yards. Il a également été nommé dans la première équipe All-American et a terminé finaliste au scrutin du trophée Heisman, une première pour un joueur ayant le statut de freshman.

## Biographie
Adrian Peterson est né le 21 mars 1985, dans la ville de Palestine au Texas. Il provient d'une famille sportive, son père ayant été un joueur de basket-ball pour les Bengals de l'université d'État de l'Idaho et sa mère ayant été une athlète en sprint pour l'université de Houston. Son oncle, Ivory Lee Brown, a joué une saison dans la NFL pour les Cardinals de l'Arizona (1992) .
Adrian Peterson a dû affronter des crises familiales tout au long de sa vie. À treize ans, son père Nelson Peterson est condamné à dix ans de prison pour blanchiment d'argent provenant du trafic de drogues. Son frère, Brian Peterson, est tué à l'âge de neuf ans par un conducteur ivre alors qu'il circulait à vélo. Son beau-frère, Chris Paris, est tué par balles à Houston au Texas, la veille du  NFL Scouting Combine 2007 auquel Adrian devait participer. Enfin son fils de 2 ans décède le 11 octobre 2013 des suites de coups infligés par son beau-père.

### Jeunesse

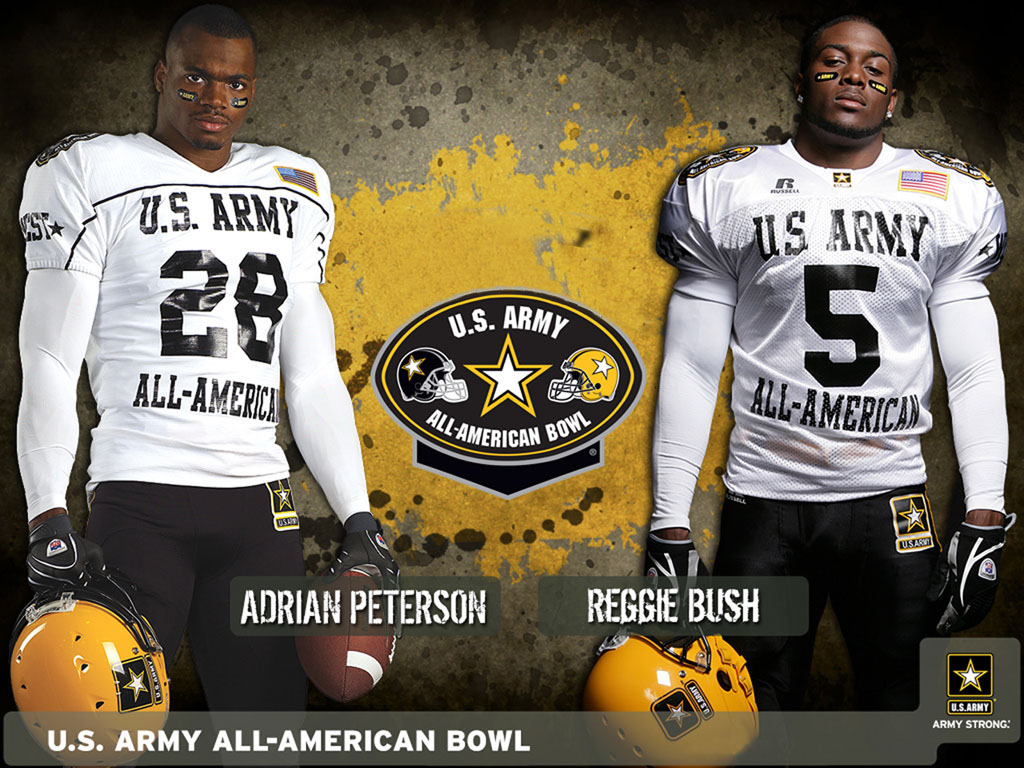
Adrian Peterson et Reggie Bush lors d'une promotion de lUS Army All-American Bowl

Sportif, Peterson commence à jouer au football américain dès l'âge de sept ans. Au lycée, il participe à des compétitions d'athlétisme, de basket-ball et de football américain. Il impressionne en football américain terminant sa campagne junior de 2002 avec 2 051 yards en 246 courses (soit une moyenne de 8,3 yards par course) tout en inscrivant 22 touchdowns.La saison suivante, il gagne 2 960 yards en 252 courses (moyenne de 11,7 yards par course) et inscrit 32 touchdowns.
Il termine sa carrière lycéenne lors de l'US Army All-American Bowl, où il mène l'attaque de son équipe avec 95 yards gagnés et 2 touchdowns inscrits en 9 courses.
Après ce match, il annonce son choix de rejoindre les Sooners de l'université de l'Oklahoma. Il renonce ainsi à d'autres prestigieuses équipes universitaires, comme les Trojans de l'USC, les Longhorns du Texas, les Aggies de Texas A&M, les Bruins de l'UCLA, les Razorbacks de l'Arkansas et les Hurricanes de Miami. Après la saison 2003, il reçoit le Hall Trophy récompensant le meilleur joueur lycéen de l'année et est aussi désigné meilleur joueur lycéen de l'année par College Football News et Rivals.com.

### Carrière universitaire

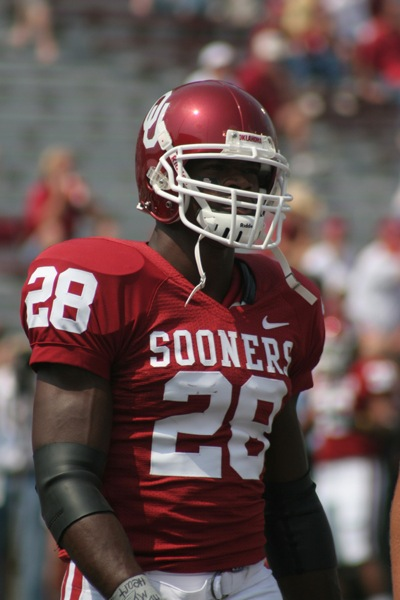
Adrian Peterson sous les couleurs des Sooners de l'Oklahoma

#### Saison 2004
Au cours de sa première saison, Peterson bat plusieurs records de NCAA concernant la course, et notamment celui du plus grand nombre de yards gagnés par un joueur de première année (freshman), avec 1 925 yards. Il gagne notamment plus de 100 yards au cours de ses neuf premiers matchs universitaires, gagnant notamment 249 yards face aux Cowboys d'Oklahoma State le 30 octobre 2004. Il récidive face aux Bears de Baylor en gagnant 240 yards à la course. Sur la saison, il réalise 11 matchs à plus de 100 yards (record pour un freshman) et permet aux Soorners, considérés jusque-là comme l'une des pires équipes à la course, de devenir en une saison la meilleure équipe du pays dans ce domaine. Il permet aussi à son équipe de rester invaincue toute la saison régulière mais ne peut empêcher la défaite à l'Orange Bowl contre les Trojans de l'USC.
Finaliste du trophée Heisman, il termine deuxième derrière le quarterback des Trojans, Matt Leinart, soit le meilleur classement obtenu jusque-là par un freshman. Il est également le premier joueur de première année des Sooners à être sélectionné dans la première équipe de l'Associated Press.

#### Saison 2005
Le temps de jeu de Peterson est limité en 2005 à la suite de deux blessures, l'une pour un pied cassé et l'autre au niveau de la cheville. Il se blesse ainsi dès le premier match de la saison face aux Wildcats de Kansas State. Néanmoins, même avec quatre matchs ratés, il termine la saison en ayant gagné 1 208 yards et inscrit 14 touchdowns en 220 courses. Il termine deuxième de la conférence au nombre de yards gagnés à la course. Il est récompensé de ses efforts en étant sélectionné dans l'équipe type de la Big 12 Conference.

#### Saison 2006

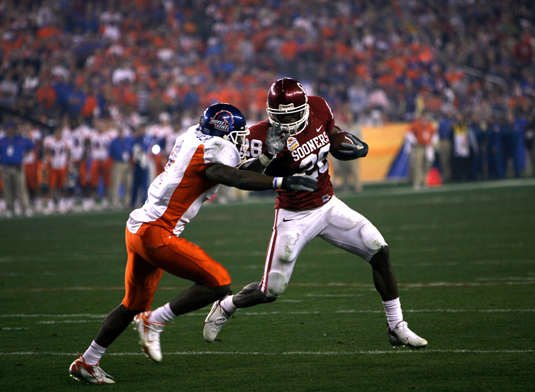
Peterson échappe à un défenseur des Broncos de Boise State pendant le Fiesta Bowl 2007

Le 14 octobre 2006, lors du match gagné contre les Cyclones d'Iowa State, il se casse la clavicule en plongeant dans la zone d'en-but après une course de 53 yards. Il annonce ensuite que les médecins prévoient une convalescence pouvant aller de quatre à six semaines. Au moment de la blessure, Peterson avait besoin de seulement 150 yards pour dépasser Billy Sims et devenir le meilleur running back de l'université de l'Oklahoma. Il est néanmoins incapable de revenir pour le reste de la saison régulière, et ne peut participer qu'au dernier match, le Fiesta Bowl 2007 joué contre les Broncos de Boise State où il gagne un total de 77 yards.
Malgré sa blessure, il termine avec un total global de 1012 yards à la course.
Ayant refusé dans un premier temps de se prononcer sur son avenir, il décide finalement de faire l'impasse sur sa dernière année d'éligibilité pour se présenter à la draft 2007 de la NFL. Il termine ainsi sa carrière universitaire avec un total de 4045 yards et 41 touchdowns à la course auxquels il faut ajouter 198 yards et 1 touchdown en réception.

### Carrière professionnelle

#### Draft
Peterson est comparé par les analystes à Eric Dickerson, détenteur du record du plus grand nombre de yards gagnés à la course en une saison professionnelle. Malgré les blessures qui ont émaillé sa carrière universitaire, il est considéré comme l'un des meilleurs running backs des dix dernières années à se présenter à la draft. Concernant ses blessures, il déclare notamment lors d'une conférence de presse pendant la draft : « Ma clavicule, je dirais qu'elle est guérie à 90 %. Beaucoup d'équipes sont au courant et je ne vois pas comment cela pourrait m'empêcher d'être prêt pour la saison. »
Le 28 avril 2007, il est sélectionné en septième choix global lors du premier tour de la draft 2007 par la franchise des Vikings du Minnesota et est le premier running back à y être sélectionné. Il y signe un contrat d'un montant de 40,5 millions de dollars pour une durée de cinq ans.

#### Vikings du Minnesota

##### Saison 2007
Avant la saison, Peterson annonce qu'il veut être désigné meilleur rookie offensif de la saison et qu'il désire gagner plus de 1 800 yards sur la saison afin de battre le record détenu par Eric Dickerson de 1 808 yards gagnés à la course par un joueur de première année.
Le 10 août 2007, Peterson fait ses débuts avec les Vikings lors du match pré saison joué contre les Rams de Saint-Louis. Il gagne 33 yards en 11 courses et gagne également 2 yards lors d'une réception. Le 9 septembre 2007 contre les Falcons d'Atlanta, il gagne 103 yards en dix-neuf courses lors de son premier match de saison régulière. Il inscrit également le premier touchdown de sa carrière professionnelle à la suite d'une réception de 60 yards. Au cours de ses trois premiers matchs en saison régulière, il gagne un total de 431 yards (271 à la course et 160 en réceptions) ce qui constitue un record pour sa franchise. Ses performances lui permettent d'être désigné meilleur rookie offensif des mois de septembre et d'octobre 2007.

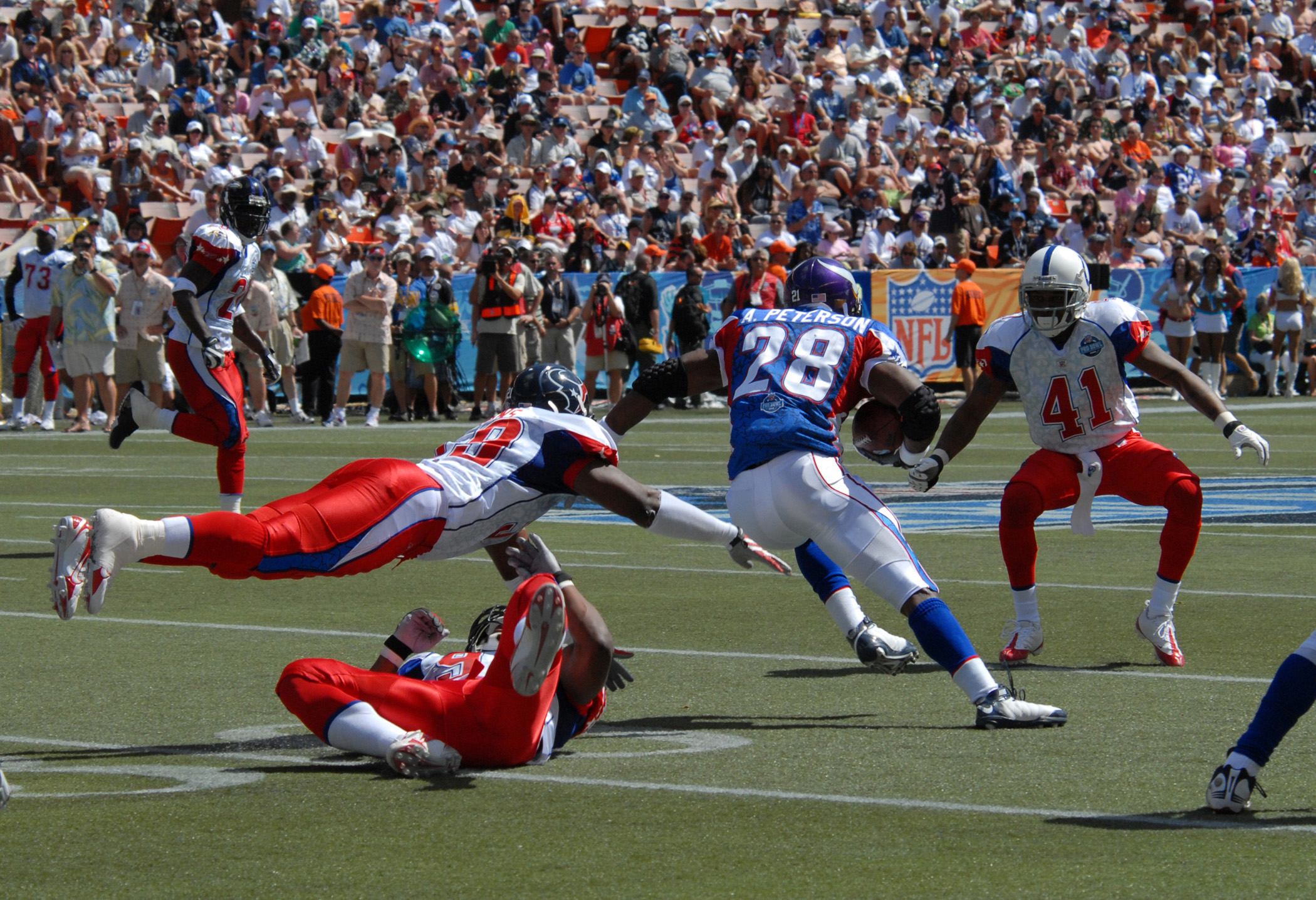
Peterson lors du Pro Bowl 2008

Sa carrière professionnelle explose le 14 octobre 2007 lors du match contre les Bears de Chicago lorsqu'il inscrit trois touchdowns et bat le record de sa franchise en gagnant 224 yards en 20 courses. Lors de ce match, il établit d'autres records pour un rookie dont celui du plus grand nombre de matchs à plus de 100 yards gagnés à la course et celui de la plus longue course terminée en touchdown. Il bat aussi le record NFL de 361 yards gagnés au total par un rookie en un seul match. Ses 607 yards gagnés à la course pendant les 5 premiers matchs de la saison le classent deuxième dans l'histoire de la NFL derrière Eric Dickerson.
Trois semaines plus tard, lors du match contre les Chargers de San Diego joué le 4 novembre 2007, avec 296 yards gagnés en 30 courses, il bat le record établi en 2003 par Jamal Lewis du plus grand nombre de yards gagnés à la course en un seul match. C'est le deuxième match de sa saison à plus de 200 yards, dépassant les 1 000 yards gagnés en seulement huit matchs. Il devient ainsi le premier rookie de l'histoire de la NFL à réaliser ces deux performances.
Il lui faut ainsi moins de dix matchs pour être déjà considéré comme l'un des meilleurs running backs de la NFL. En onzième semaine, il se blesse au niveau du ligament collatéral fibulaire du genou droit manquant près d'un mois de compétition. Il rejoue le 2 décembre, gagne 116 yards et inscrit 2 touchdowns face aux Lions de Détroit.
Il termine sa saison avec d'impressionnantes statistiques pour un rookie puisqu'il totalise en seulement 14 matchs, 1 341 yards et 12 touchdowns en 238 courses. Il termine deuxième meilleur joueur de la ligue en termes de yards gagnés (derrière les 1 474 yards de LaDainian Tomlinson). Il est désigné meilleur rookie offensif de l'année. Sélectionné pour disputer son premier Pro Bowl, il y gagne plus de 100 yards et inscrit deux touchdowns  à la course, ce qui lui vaut d'être désigné MVP du match.

##### Saison 2008
Peterson commence la saison avec de grandes ambitions, à savoir celles de dépasser les 2 000 yards et de devenir MVP de la saison. Néanmoins, des interrogations se posent autour de la résistance de Peterson aux blessures et du fait de savoir si la ligne offensive des Vikings est assez forte pour créer des trous dans les défenses.
Cette saison est celle de la confirmation des qualités de Peterson : il commence en effet par deux matchs à plus de 100 yards, avant d'enchaîner quatre autres matchs à plus de 100 yards au milieu de la saison. Lors de la 10e journée, il court pour son plus haut total de la saison en engrangeant 192 yards face aux Packers de Green Bay. Les Vikings terminant sur le bon bilan de 10-6, il joue son premier match de play-offs face aux Eagles de Philadelphie, qui se solde par une défaite des Vikings malgré ses 83 yards parcourus et ses deux touchdowns inscrits.
Au total, il réalise une nouvelle excellente saison en terminant avec 1 760 yards et 10 touchdowns en 363 courses, finissant meilleur coureur de la saison. Il est de nouveau invité au Pro Bowl, où il court encore une fois pour plus de 100 yards.

##### Saison 2009
L'un des changements de la saison pour les Vikings est l'arrivée de Brett Favre comme quarterback, après plusieurs années d'instabilité au niveau du jeu de passe de l'équipe. Néanmoins, l'entraîneur-chef de l'équipe, Brad Childress, confirme que cette arrivée ne change rien pour Peterson, qui constitue toujours la pièce maîtresse de l'attaque de l'équipe.
Et en effet, il commence les neuf premiers matchs de la saison avec 917 yards et 11 touchdowns et aide son équipe à obtenir un bilan de 8-1 à ce moment. L'arrivée de Favre permet aussi à Peterson de développer un talent jusque-là plutôt inexploité : celui de receveur. Peterson sert ainsi de manière plus régulière sur des screen pass, des passes pour un running back très rapides qui surprennent les défenses, et il cumule cette saison 436 yards à la réception. Le bon bilan des Vikings, 12-4, leur permet de retourner en play-offs. Si Peterson est plutôt moyen durant le premier match de play-offs, une victoire face aux Cowboys de Dallas, il est fortement employé durant la Finale de Conférence face aux Saints de La Nouvelle-Orléans : il court ainsi pour 122 yards et 2 touchdowns et permet à son équipe de rivaliser avec les Saints. Néanmoins cela ne suffit pas et les Vikings perdent ce match sur le score de 31-28.
Bien que ses statistiques soient plus basses cette saison, avec "seulement" 1 383 yards et un nombre inquiétant de 6 fumbles perdus, il inscrit tout de même le total impressionnant de 18 touchdowns. Il est néanmoins largement dépassé au vote du meilleur running back de la saison par Chris Johnson qui réalise une saison à plus de 2 000 yards. Peterson est toutefois de nouveau invité au Pro Bowl.

##### Saison 2010

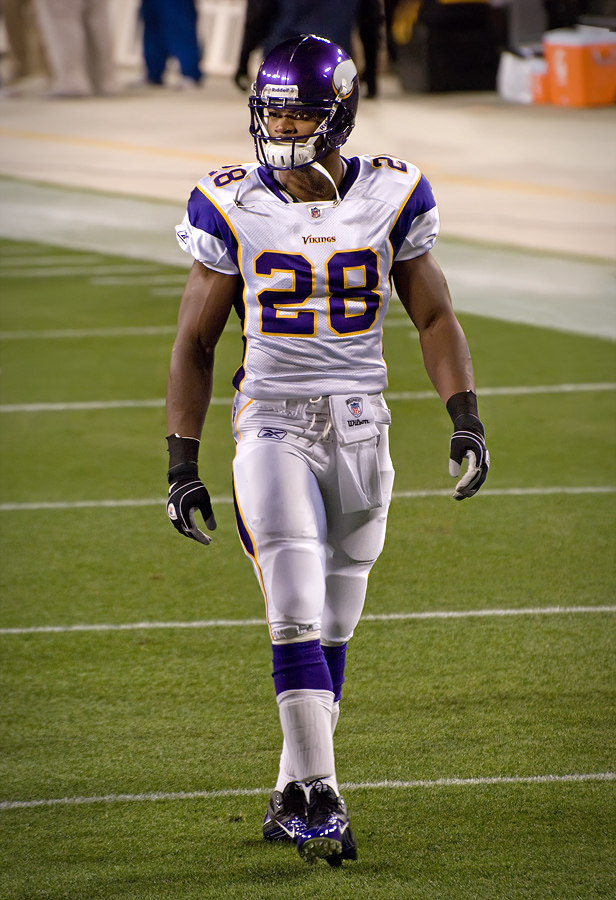
Adrian Peterson lors d'un match contre les Packers de Green Bay en 2011

L'importance de Peterson cette saison est croissante à mesure que les performances de Favre faiblissent. Alors que les Vikings passent une mauvaise saison (bilan de 6-10), il parvient à maintenir l'attaque de l'équipe à flot en réalisant cinq matchs à plus de 100 yards et en terminant avec 1 298 yards et 12 touchdowns à la course. Un autre motif de satisfaction pour lui est qu'il ne subit qu'un seul fumble de toute la saison, une amélioration considérable par rapport à la précédente saison. Il est encore invité pour le Pro Bowl à l'issue de la saison, comme à chaque saison jusque-là depuis son arrivée dans le monde professionnel.

##### Saison 2011
Durant l'inter-saison, il signe une extension de contrat de 96 millions de dollars sur sept ans, faisant de lui le running back le mieux payé de l'histoire de la NFL. S'il réalise de bonnes performances cette saison-là, comme les trois touchdowns inscrits dès le premier quart-temps face aux Cardinals de l'Arizona lors de la 5e journée, ou les 175 yards gagnés contre les Packers lors de la 7e journée, cette saison est surtout celle des blessures. Tout d'abord, le 20 novembre, il est sévèrement touché à la cheville dès le début d'un match contre les Raiders d'Oakland et est contraint de rater les trois matchs suivants. Mais surtout, lors de l'avant-dernier match de la saison face aux Redskins de Washington, il est gravement blessé en subissant une déchirure du ligament croisé antérieur et du ligament collatéral tibial. Ne pouvant terminer la saison, sa carrière elle-même est alors remise en question de par la gravité de la blessure pour un joueur de son poste.
Au niveau statistique, il termine sa première saison à moins de 1 000 yards (970 yards, en douze matchs) malgré 12 touchdowns inscrits et ne peut pour la première fois être sélectionné au Pro Bowl.

##### Saison 2012 et MVP
Au début de la saison, il n'est pas encore complètement remis de sa blessure de la saison précédente, mais joue pourtant dès le premier match, où il court pour 80 yards et 2 touchdowns. Après cinq autres matchs où il est efficace sans être spectaculaire, courant à chaque fois pour plus de 50 yards mais sans inscrire de touchdown, tout change à partir de la 7e journée où il court pour 153 yards et un touchdown. À partir de là, il enchaîne huit matchs consécutifs pour plus de 100 yards et 9 touchdowns, dont deux matchs pour plus de 200 yards. Il devient le second joueur de l'histoire, derrière Earl Campbell en 1980, à courir pour plus de 150 yards durant sept matchs d'une saison. À la veille du dernier match de la saison face aux Packers, il est à 208 yards du record de Dickerson du plus grand nombre de yards courus en une saison. S'il parvient à aider son équipe à obtenir une victoire cruciale dans la course aux play-offs, il ne court "que" pour 199 yards et termine la saison régulière avec 2 097 yards, à 8 yards tout juste du record, et 12 touchdowns.

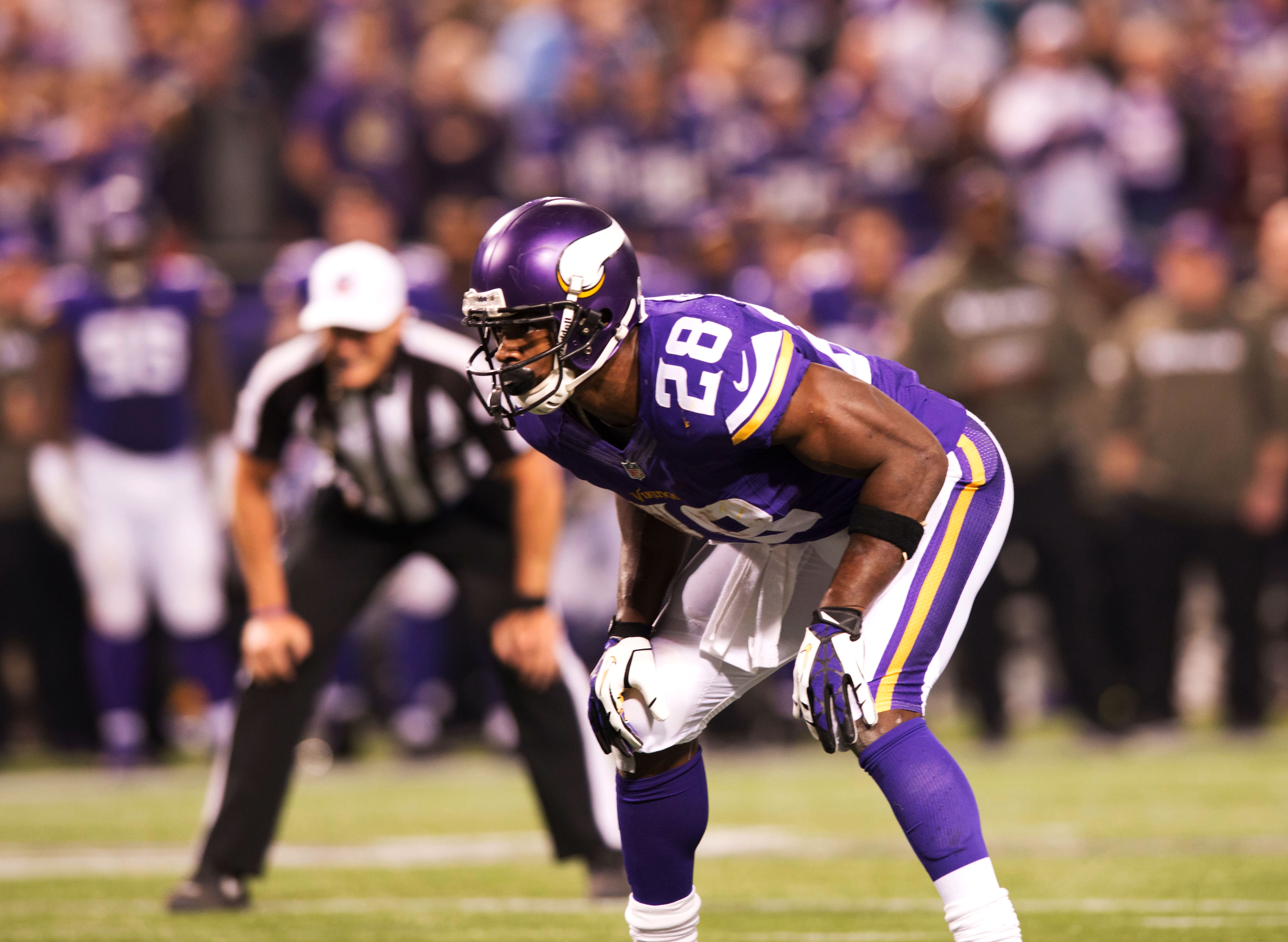
Adrian Peterson en 2013

Alors que l'équipe des Vikings est jugée plutôt faible (après une saison 2011 avec un bilan de 3-13), et que leurs chances d'atteindre les play-offs sont tout aussi faibles, il transcende ainsi l'attaque de son équipe et est l'une des principales raisons des quatre victoires consécutives signées par les Vikes durant les quatre derniers matchs de la saison qui leur permettent de finir sur le bilan surprenant de 10-6 et d'obtenir une qualification. Néanmoins, en play-offs, sa présence seule ne suffit plus et malgré 99 yards parcourus, les Vikings sont éliminés dès le premier match de Wild-Card par les Packers.
Pour ses statistiques exceptionnelles, mais aussi pour son impact sur son équipe et sa capacité à la soutenir et à la mener presque seul, il est nommé Most Valuable Player de la saison devant Peyton Manning et est également nommé Joueur Offensif de la saison. Ses performances suivant une grave blessure, il termine également deuxième au vote du Retour de l'année, derrière Manning également de retour cette saison-là après une sévère blessure au cou. À la fin de la saison, Peterson subit une nouvelle opération pour une hernie, et il révèle à cette occasion que cette blessure existe depuis le dernier quart de la saison et salue à cette occasion son entraîneur et sa ligne offensive, qu'il juge responsables de ses excellentes performances durant cette période difficile.

## Statistiques
| Année              | Équipe                        | MJ                 |       | Courses | Courses | Courses | Courses |       | Passes réceptionnées | Passes réceptionnées | Passes réceptionnées | Passes réceptionnées |  | Fumbles | Fumbles |
| Année              | Équipe                        | MJ                 | Nb.   | Yards   | Moy.    | TD      | Nb.     | Yards | Moy.                 | TD                   | Nb.                  | Perdus               |  |         |         |
| 2007               | Vikings du Minnesota          | 14                 | 238   | 1 341   | 5,6     | 12      | 19      | 268   | 14,1                 | 1                    | 4                    | 3                    |  |         |         |
| 2008               | Vikings du Minnesota          | 16                 | 363   | 1 760   | 4,8     | 10      | 21      | 125   | 6,0                  | 0                    | 9                    | 4                    |  |         |         |
| 2009               | Vikings du Minnesota          | 16                 | 314   | 1 383   | 4,4     | 18      | 43      | 436   | 10,1                 | 0                    | 7                    | 6                    |  |         |         |
| 2010               | Vikings du Minnesota          | 15                 | 283   | 1 298   | 4,6     | 12      | 36      | 341   | 9,5                  | 1                    | 1                    | 1                    |  |         |         |
| 2011               | Vikings du Minnesota          | 12                 | 208   | 970     | 4,7     | 12      | 18      | 139   | 7,7                  | 1                    | 1                    | 0                    |  |         |         |
| 2012               | Vikings du Minnesota          | 16                 | 348   | 2 097   | 6,0     | 12      | 40      | 217   | 5,4                  | 1                    | 4                    | 2                    |  |         |         |
| 2013               | Vikings du Minnesota          | 14                 | 279   | 1 266   | 4,5     | 10      | 29      | 171   | 5,9                  | 1                    | 5                    | 3                    |  |         |         |
| 2014               | Vikings du Minnesota          | 1                  | 21    | 75      | 3,6     | 0       | 2       | 18    | 9,0                  | 0                    | 0                    | 0                    |  |         |         |
| 2015               | Vikings du Minnesota          | 16                 | 327   | 1 485   | 4,5     | 11      | 30      | 222   | 7,4                  | 0                    | 7                    | 3                    |  |         |         |
| 2016               | Vikings du Minnesota          | 3                  | 37    | 72      | 1,9     | 0       | 3       | 8     | 0                    | 2,7                  | 1                    | 1                    |  |         |         |
| 2017               | Saints de La Nouvelle-Orléans | 4                  | 27    | 81      | 3,0     | 0       | 2       | 4     | 0                    | 2,0                  | 0                    | 0                    |  |         |         |
| 2017               | Cardinals de l'Arizona        | 6                  | 129   | 448     | 3,5     | 2       | 9       | 66    | 7,3                  | 0                    | 3                    | 2                    |  |         |         |
| 2018               | Redskins de Washington        | 16                 | 251   | 1 042   | 4,2     | 7       | 20      | 208   | 10,4                 | 1                    | 3                    | 2                    |  |         |         |
| 2019               | Redskins de Washington        | 15                 | 211   | 898     | 4,3     | 5       | 17      | 142   | 8,4                  | 0                    | 3                    | 2                    |  |         |         |
| 2020               | Lions de Détroit              | 16                 | 156   | 604     | 3,9     | 7       | 12      | 101   | 8,4                  | 0                    | 0                    | 0                    |  |         |         |
| Totaux en carrière | Totaux en carrière            | Totaux en carrière | 2 825 | 13 318  | 4,7     | 106     | 272     | 2 223 | 8,2                  | 6                    | 45                   | 27                   |  |         |         |

## Distinctions
- Most Valuable Player de la saison : 2012
- Rookie offensif de la saison : 2007
- Joueur offensif de la saison : 2012
- Leader en nombre de yards gagnés à la course sur une saison : 2008 (1 760 yards), 2012 (2 097 yards) et 2015 (1 485 yards)

## Records
- Plus grand nombre de yards gagnés à la course en un seul match : 296
- Deuxième plus grand nombre de yards gagnés à la course en une saison : 2 097 (derrière les 2 105 d'Eric Dickerson)
- Plus grand nombre de yards gagnés à la course en huit matchs : 1 322
- Plus grand nombre de touchdowns inscrits après une course de plus de 60 yards : 13
- Plus grand nombre de courses de plus de 50 yards en une saison : 7
- Plus grand nombre de matchs consécutifs avec au moins 150 yards gagnés à la course : 7 (à égalité avec Earl Campbell)
- Plus grand nombre de yards gagnés à la course sur un mois : 861, en décembre 2012